# Gui Ier de Rochefort
Pour les articles homonymes, voir Gui Ier.
Gui II de Montlhéry, dit Le Rouge, à cause de la couleur de ses cheveux, connu comme Gui Ier de Rochefort, né vers 1055 et mort en 1108, est un seigneur français du Moyen Âge, qui exerça des charges importantes sous Philippe Ier. Il était comte de Rochefort, seigneur de Chevreuse, de Châteaufort, de Gournay-sur-Marne et de Crécy-en-Brie, châtelain de Brétencourt.

## Biographie
Gui de Montlhéry est le second fils de Gui Ier de Montlhéry et d'Hodierne de Gometz, dame de La Ferté. Guy le Rouge, par son mariage avec Adélaïde de Rochefort, héritière de cette terre, il prend le nom de Guy Ier de Rochefort, titre qu'il portait en 1063 lors de la souscription en compagnie de son père des deux chartes royales octroyées à l'abbaye Saint-Pierre d'Hasnon.
Il molesta les religieux de l'abbaye de Saint-Benoît-sur-Loire pour un différend concernant le prieuré de Sonchamp au voisinage de Rochefort. Admonesté par son père, il renonça aux coutumes qu'il prélevait indûment sur leurs domaines, ce qui fut sanctionné par un diplôme de Philippe Ier en 1067,. Il assigna à la léproserie du Grand-Beaulieu cinq coudées de fer à prendre annuellement sur sa ville forte de Rochefort.
Lorsque son père se retira à Longpont, Guy Le Rouge entra en possession de Gournay et du tiers de Châteaufort selon la coutume assignant les biens maternels aux cadets. Plus tard, il reçut La Ferté-Baudoin et Gometz-le-Châtel, puis hérita de sa femme Adélaïde de la Ferté, ce qui le mit en possession de la totalité de la châtellenie.
C'est vers 1079 que devant Jean de Grandpont, doyen du chapitre de Notre-Dame de Paris, Guy, seigneur de la Ferté et Adélaïde (Alais) son épouse donnèrent au chapitre toutes les coutumes justes et injustes qu'ils percevaient sur la terre d'Itteville, au Bouchet et à Saint-Aubin, avec les droits de garenne et de voirie, ainsi que les vignes du Bouchet.
En 1091, il gagne la confiance du roi Philippe Ier (1052-1108) et il en devient le sénéchal, comme son aïeul maternel, et la charte du roi est munie  du Signum Widonis dapiferi de Rupeforti, de 1091 à 1095. En 1092 il souscrit un diplôme, puis le roi le charge de négocier avec Yves de Chartres (v.1040-1116), évêque de Chartres, afin qu'il obtienne de lui, par tous les moyens une lettre du pape approuvant son union avec Bertrade de Montfort (v.1070-1117), femme du Comte d'Anjou. Deux lettres de 1093 et 1095 sont toujours conservées, par lesquelles le prélat refuse de plier à ses instances. Car Hugues de Die (v.1040-1106), prélat du pape Urbain II, a en octobre 1094, sous sa présidence réuni le concile d'Autun, à sa demande, excommunie le roi de France, excommunication confirmée par le pape Urbain II (1042-1099), lui-même au concile de Clermont en 1095 ; l'interdit est jeté sur le royaume de 1096 à 1104. C'est le pape Pascal II (v.1050-1118) qui lèvera l'interdit.
Un autre diplôme est souscrit par lui en 1094 ainsi qu'un suivant à la fin de 1095, avant qu'il ne se démette de ses fonctions en 1096 pour partir en Terre Sainte.
Avec son épouse, ils donnent en 1094, les églises de la Ferté-Baudoin (Ferté-Alais), ainsi que la dîme des moulins et du four banal, et des terres labourables dans toute la châtellenie. À cette époque, et jusqu'à la Révolution, La Ferté était divisé en deux fiefs : le Prieuré et le Péage. Au Prieuré, la seigneurie comprenait la moitié de la ville et de son territoire. La justice y était rendue au nom des religieux par un maire. Gui Le Rouge et son fils Hugues étaient en possession de cette châtellenie dès 1079, et jusqu'en 1108, date à laquelle Louis VI leur succéda.
Il part en 1096 pour la première croisade, dont il revient en 1104. Sa présence est attestée à Nicomédie aux premiers jours du mois de juin 1101, puis le 5 août suivant il bataille contre les Turcs à proximité d'Amasia, comptant parmi les survivants qui gagnèrent Constantinople. Il rentra en France couvert de gloire et d'honneur,. Il fit alors construire l'église Saint-Gilles-et-de-l'Assomption.
À cette époque, il fiance sa fille Lucienne avec le futur Louis VI le Gros. Cette alliance conforte son influence sur la couronne, mais elle provoque la jalousie des autres grands du royaume qui parviennent à faire annuler les fiançailles pour consanguinité. Les Garlande montent une cabale et persuadent le pape Pascal II d'annuler l'union. Gui le rouge rompt avec le roi et organise alors les révoltes des petits vassaux, mais Louis VI finira par le mater.
Accablé par ces événements, Guy le Rouge  se retire au prieuré de Gournay où il meurt avant le mois d'août 1108. Son obit est célébré le 9 mars au prieuré Notre-Dame de Longpont 
Durant toute sa vie, il s'est évertué à propager le culte de saint Arnoult autour de Paris, en particulier à Gournay-sur-Marne, où il fait construire une chapelle, et à Marolles-en-Brie.

## Famille
Gui II de Montlhéry épouse en premières noces Adélaïde de Rochefort. Ils eurent :
- Gui ou Guy III devient comte de Rochefort en 1108, et à ce titre confirme la terre de Soligny au prieuré de Longpont[16]. En 1112, il part en guerre en compagnie du comte de Blois Thibaut IV et trouve la mort devant le château du Puiset[17]. Il n'avait pas de postérité. Sa sœur lui succéda dans le comté de Rochefort ;
- Agnès/Béatrice de Rochefort/de Montlhéry, qui hérite de son frère et épouse Anseau Ier de Garlande (1069-1118), favori de Louis VI le Gros, seigneur de Gournay-sur-Marne, vassal du comte de Melun, comte de Rochefort, conseiller du roi, sénéchal de France de juillet 1108 à 1118, dont une fille :
  - Agnès de Garlande (1112-1143), comtesse de Rochefort, dame de Gournay et Gometz, mariée en 1120 avec Amaury III de Montfort, et peut-être en 1137 ou 1140 avec Robert de France (né en 1123) comte de Dreux.

Il épouse en secondes noces Élisabeth de Crécy, qui lui apporta la seigneurie de Crécy-en-Brie. Ils eurent : 
- Hugues (mort en 1147), sénéchal de France, seigneur de Crécy-en-Brie et de Gournay-sur-Marne ;
- Biotte, ou Biote, mariée à Foulques, comte de Château-Landon et vicomte de Gâtinais dès 1076, mort après 1118 ;
- Lucienne (1094-1137), fiancée à 10 ans en 1104 à Louis VI le Gros, roi de France, puis mariée en 1107 à Guichard III de Beaujeu. Vers 1140, elle donna ses terres d'Égly et de Boissy au prieuré Notre-Dame de Longpont avec l'assentiment de son frère Hugues, de sa sœur Béatrix et du mari de celle-ci : Manassès de Tournan[19] ;
- Béatrix, dame de Crécy en 1118, épouse vers 1120 Manassès, seigneur de Possesse de Tournan, dont elle eut trois fils, Guy, Hugues et Jean, lesquels fondèrent le prieuré de Saint-Ouen à Favières. Elle épousa en secondes noces Dreux Ier de Pierrefonds, avec lequel elle donna en 1144 sa part de dîmes dans le péage de Crécy à l'église Saint-Martin du Vieux-Crécy. De cette nouvelle union naissent quatre enfants : Dreux, seigneur de Pierrefonds ; Ade, dame de Crécy, mariée à Gaucher II de Châtillon ; Marguerite, femme de Pierre de Vic-sur-Aisne ; et Agathe, mentionnée dans les chartes d'Yerres et de Longpont[20] ;
- Gui II (mort en 1115), seigneur de Rochefort.